# Kalnîk, Illinți
Kalnîk (în ucraineană Кальник) este localitatea de reședință a comunei Kalnîk din raionul Illinți, regiunea Vinnița, Ucraina.

## Demografie
Componența lingvistică a localității Kalnîk
     Ucraineană (98,04%)
     Rusă (1,88%)
     Alte limbi (0,08%)
Conform recensământului din 2001, majoritatea populației localității Kalnîk era vorbitoare de ucraineană (98,04%), existând în minoritate și vorbitori de rusă (1,88%).